# Girișu de Criș
Girișu de Criș (Hongaars: Körösgyéres) is een Roemeense gemeente in het district Bihor.
Girișu de Criș telt 5690 inwoners en ligt direct ten zuidwesten van de stad Oradea aan de rivier de snelle Cris en grenst aan Hongarije.
De gemeente bestaat uit de dorpen:
- Girișu de Criș (Körösgyéres) 1482 inwoners (46 Hongaren)
- Tărian (Köröstarján) 2106 inwoners (723 Hongaren)

Het laatstgenoemde dorp had in de geschiedenis altijd een gemengde bevolking waarbij de Hongaren net in de meerderheid waren en de Roemenen in de minderheid.
Toen de gemeente in 1920 in Roemeense handen kwam waren de Roemenen vrij snel een kleine meerderheid. In 1977 was de verhouden 1083 Roemenen tegen 1031 Hongaren. Na de jaren 80 verschoof de balans in het voordeel van de Roemenen.